# Второе передвижение согласных
Второ́е передвиже́ние согла́сных (второй (верхненемецкий) перебой, также — древневерхненемецкое передвижение согласных; нем. Zweite Lautverschiebung) — фонетико-морфологический процесс в развитии германских языков, заключавшийся в изменении германских смычных согласных, приведший к возникновению южнонемецких диалектов и послуживший разграничительной линией между верхне- и нижненемецкими диалектами.

## Общая информация
Начало этого передвижения согласных датируется приблизительно 500 годом н. э., однако новые сведения позволяют судить, что процесс начался лишь приблизительно в 600 году. Второе передвижение согласных было долгосрочным и многофазовым процессом, который был ещё далёк от своего завершения в VIII веке, после формирования древневерхненемецкого языка. Причины этого фонетико-морфологического процесса являются спорными.
Второе передвижение согласных привело к формированию на основе южных западногерманских диалектов древневерхненемецкого языка. Граница этого передвижения пролегает с запада на восток приблизительно по центру Германии, она называется линией Бенрата.

## Затронутые согласные
Второе передвижение согласных затронуло в первую очередь взрывные звуки /p/, /t/ и /k/, а также частично /b/, /d/ и /g/. В случае если звук /p/ стоит в начале слова либо в середине слова после сонорных /m, n, l, r/ или выступает в виде удвоенного звука, он переходит в аффрикату /pf/. Соответственно, /t/ превращается в /ts/ и /k/ в /kx/. В случае, когда /p/ стоит в конце слова после гласной, то он переходит в спирант /f/, соответственно /t/ переходит в /s/ и /k/ в /x/. В середине слова между двумя гласными эти согласные переходят в спиранты после кратких гласных и в двойные согласные после долгих гласных.

## Примеры
В лангобардском:
- /ts/ < /t/ : stolesazo «казначей»,

имена королей 600-х и 700-х годов н. э.
- pert < bert: Aripert, Godepert
- perg < berg: Perctarit, Gundperga
- prand < brand: Ansprand, Liutprand